# أحمد بن الحسين الهاروني
أحمد بن الحسين الهاروني هو أحد أئمة الزيدية المشهور بالمؤيد بالله، وُلِدَ بآمل طبرستان في الكلاذجة، سنة 333 هـ وتوفي يوم عرفة سنة 411هـ .

## نسبه
أبو الحسين أحمد بن الحسين بن هارون بن الحسين بن محمد بن هارون بن محمد بن القاسم بن الحسن بن زيد بن الحسن السبط بن علي بن أبي طالب .

## مولده
وُلِدَ بآمل طبرستان في الكلاذجة، سنة 333 هـ . ( وآمل اليوم هي ( محافظة مازندران الإيرانية، والكلاذجة موضعٌ أيضاً في إيران ) .

## نشأته
نشأ على مكارم الأخلاق، وحميد الفِعال، صاحبُ ذهنٍ سيّال وعزيمةٍ في طلب العلم والحقّ قويّة، آثر مشربَ الآباء الأخيار من أهل البيت، فاجتهد في العدل والتوحيد على مذهب الزيدية ، فاختلف على أبي العباس حافظ أحمد بن إبراهيم بن الحسن بن إبراهيم بن محمد بن سليمان بن داود بن الحسن بن الحسن بن علي بن أبي طالب ، وأخذَ عنه علوم أهل البيت، ( وأبو العباس شيخ المؤيد بالله، كان تلميذاً عند الناصر الأطروش الحسن بن علي بن الحسن بن علي بن عمر بن علي بن الحسين بن علي بن أبي طالب، ,ودرس المؤيد بالله أيضاً، على فقيه الزيدية علي بن إسماعيل بن إدريس .

## خِطبَته وزواجه
استصحبَهُ أبوه يوماً لزيارة الشريف أبي الحسين يحيى بن الحسن الحسني الزاهد، فلمّا دخل عليه رحَّب به، وخطبَ منه ابنته (الحسنى ) لابنه المؤيد بالله، فأشفعه الشريف ورحّب به، وقال :إنه لا يَصلح لها غيره ! ، وذكر صاحب سيرة المؤيد بالله، أنّه كان يقول : أنّها لمّا زُفَّت، بَقِيَتْ في الصلاة ليالي متوالية إلى الصباح، وأنا أستحي أن أعترضَ لها، وساعَدتُها في العبادة، فلَم أرَ أزهدَ منها، ولا أستَر، فعاشَرتُها سنين، ثمَّ مَضت إلى رحمة الله في شبابها، ( وقبرُها يُزار في الكلاذجة ) .

## ورعَه
كان في الورع والتقشّف والاحتياط والتقزّز إلى حدٍ تقصُر العبارَة دونَه، وليسَ أدلّ على هذا التقشّف والورع إلاَّ كتابه (سياسة المُريدين ) 

## خروجه ودعوته
دعا إلى إلى الكتاب والسنّة، فأجابَهُ جمعٌ غفير من أهالي الجيل والدّيلم، وحصلَ أن خرجَ من الرّي في الخَرجَة الأولى فوافى بلاد (جيلان) ونزلَ قريةً يُقال لها (كازرون) ، ونزلَ في مسجدً رجلٍ يُقال له بهرام بن تيجاسف، فاحتشدَ أهل تلك البلاد على هذا المسجد ( لمجرّد معرفتهم المُسلقة أنّه سينزلُ في هذا المسجد ) وهُم لا يعرفونَ المؤيد بالله، بعينهِ وشخصِه، فحصلَ وأن سألَهُ أحدهُم : يُقال أنّ السيّد أبا الحسين في الطّريق ؟! ، فأجابه : نعَم، أنا أبو الحسين الهاروني . فبَرَز بهرام صاحب المسجد، ودعَا بالطّبال، وأمرَ بضربِ الطّبل، ليحتشد النّاس على أبي الحسين، نُصرةً له ومعاونة، فخرجَ معه من تلك القرية سَبعونَ رجلاً من فرسانهم، وحينها، عزمَ الإمام الخروج إلى بلاد (هَوسم) ، وأميرها إذ ذاك شوزيل بن وشمكير، فلمّا وصل إلى هوسم، استعدَّ للقاءه جُند شوزيل يُريدون حربَ الإمام، فجاوزَهم ولم يشتبِك معهُم، مُتّجهاً إلى قرية (كذكاهان) ، ونزلَ في دارِ أحدهم، فلمّا جاء الغد، دخلَ عليه، حوّى الدّلمي مع زهاء سبعمائة رجل، فبايعوه، وقويَ جانبُ الإمام، وانتقلَ بمنَ معه إلى قرية (كُذَة) وأقام بها حدود سبعة أيام، وكان يشدّد على أصحابه أن يأخذوا شيئاً ( ثمر أو غيره ) من النّاس دونَ إذنهِم، وكان يجعَلُ بارعاً في سياسَة الحروب، فكان يَجعلُ مَن يتقدّمهُ من أتباعه حتّى يأتيهم بأخبار الطريق أمامهم، وهُنا لمّا قويَ جانبُه، تقدّم نحو هوسم مُحمّلا بعزيمة تطهيرها من الخنا والفسوق والفجور، وأن يُحكمَ فيها بحُكمِ ثِقَل الله الأصغر أهل البيت، المُلازمون للثقل الأكبر ( القرآن الكريم) والغير منفكّون عنه مادامت السماوات والأرض . فاستعدّه له شوزيل ومَن مَعه، ودارَت رحا الحرب، واستبسلَ ومنَ معه حتّى فتح الله على يديه بلاد هوسم، فحكم فيها بالكتاب والسنّة، شاع العدل والأمن، واستبشَر النّاس به . وكان شوزيل فرّ إلى بلاد جيلان، وكان يتأهّب هُناك للعودة إلى هوسم، وفعلاً عاد بعد سنة إليها بجيش كبيرٍ جرّار، وحاربَ بباب هوسم، واستبسلَ شيعة المؤيد وأتباعه، ممّن كانوا لا يرونَ التولّي يوم الزّحف، وترك إمامهم، إلاّ أن الدائرة كانت لشيزويل، وأُخِذ المؤيد بالله أسيراً، وأُخِذ إلى جيلان في قرية تسمّى (كحلوم) وبها سُجِن، وبقي في سجنه أيّاماً، والمُسلمون مُجتمعون على الوالي أن يُطلَقَه، وهُوَ يأبى عليهم، ويقول : إنّه - يعني أحمد بن الحسين الهاروني - قتلَ خازني وضاع بسببه خمسة وعشرون ألف درهم، فيا سبحان الله هذا همّه الإصلاح، وذاك همّه جمع المال، فلمّا سمع ذانكين التجني بهذا، أتى إلى الوالي وضَمِنَ هذا المال عن أحمد بن الحسين الهاروني، فأطلَقه بعد أيامٍ من حبسه .
ثمّ عاد إلى (برفجان) ، ونفسه مكسورةٌ، والعزم على التأسي بعزم آباءه ما زال يملأه ويُغطّيه، فما لبثَ في هذه البلاد، حتّى أتته رُسل كبار الجيل والدّيلم يقولون له : إنْ وَردتَ علينَا بَذلنا أموالنَا، ونُفوسنا لأجلك . فاستجاب، عند توفر الناصر والمعين، وتسارَع النّاس في تلك البلاد على بيعته ولم يتخلّف عنه أحد، إلاّ رجلٌ يُسمّى (باكر) ومعه نحو عشرة أشخاص، فعاد لاستعادة هوسم من شوزيل، الذي كان حينها في طبرستان، وأمّر عليها في غيباه رجلٌ يُقال له أبو زيد، فلمّا علمَ أبو زيد هذا بقدوم الؤيد بالله في جيشٍ كبير ( بلغَ سبعة ألاف رجل ) ، تركَ هوسَم، وانزى إلى موضعٍ يُقال له (كلوا) ، فتبِعَه وحاربَه وهزمَه هُناك، ولَم يظفر بشخص أبو زيد، فعاد إلى هوسم وأقام بها سنتين، حافلةٌ بالأمر والمعروف والنّهي عن المنكر، وتعليم النّاس أمور دينهِم، من حلالٍ وحرام، ومعاملاتٍ وعبادات، وولاءٍ لأهل البيت أبناء الحسن والحسين، وعادَ أبو زيد الأمير إلى المؤيد بالله وأظهر التوبة والنسك، وباطنه الانقلاب، وكان يسعى جاهداً لنخر بطانة الهاروني، حتّى تمكّن وأطاح بالهاروني ، فخرج منها ، وعاودها وعاوَد أبو زيد مرّة أخرى ، وكان الخذلان من النّاسل دعوته ، وميلهُم إلى الدّنيا ، قد آلمته ، وذلك لخذلان أصحابه القُدامى من أهل جيلان بعد العهود الموثّقة ، وعبّر عن هذا قائلاً :

## علمه
كان عارفاً باللغة والنحو ، مُتمكّناً من التصرف في منثورها ومنظومها ، وكان يعرف العروض والقوافي ، ونقد الشعر ، وكان فقيهاً ، مُتقدّماً فيه مُناظراً ، وكان مُتقدّماً في علم الكلام وأصول الفقه . وههُنا نذكر نماذج عن سعة علمه وفضله .
نماذج في سعة عِلمه وفضله :
* قال صاحب سيرته : حكى الشيخ أبو طالب بن أبي شجاع ، عن الشيخ أبي رشيد أنه قال : لم أرَ السيَد أبا الحسين مُنقطعاً قط ( في المناظرات ) ، مع طولِ مُشاهدتي له في مجلس الصاحب ( ابن عباد ) ، وكان لا يُغلَب إن لَم يَغلِبْ .
* قال صاحب سيرته : حُكي أنّ الصاحب ( ابن عباد ) قال ذات ليلة للحاضرين ، لِيَذكُر كل واحد منكم أمنيته ، فذَكروا ، قال : أمَّا أُمنيتي فمجاورة الشريف أبي الحسين بن هارون .
* قال صاحب سيرته : وحُكي أنّ يهودياً مُتقدّماً في المناظرة والمجادلة ، قَدِم على الصاحب ( ابن عباد ) ، فاتفق أنّه حضر مجلس الصاحب ، فكلّم اليهودي في النبوات حتّى أعجزه وأفحمه ، فلمّا قام من المجلس ليَخرُج ، قال له الصاحب : أيّها السيّد ، أشهَد أنّك أوتيتَ الحِكمة وفصل الخطاب .
* قال صاحب سيرته : وحُِكيَ أنّهُ وردَ عليه من (كلاّر) مسائلٌ صعبة على أصول الهادي ( يحيى بن الحسين بن القاسم الرسي ) ، وهذه المسائل موجودة ، فقال الصاحب ( ابن عباد ) : لَستُ أعجبُ من هذا الشريف كيفَ أتى بهذا السحر ( وذلك عندما أجاب على المسائل ) ، وإنّما أتعجّب من رجلٍ بكلار كيف اهتدى إلى مثل هذه الأسئلة .
* قال صاحب سيرته : وسمعتُ ثقةً ، ( يقول ) أنّ المؤيد باالله حكمَ بقتلِ رجل ، وسلّمَهُ إلى أولياء الدّم ، فلما همّوا بقتله ، اغرورقت عيناه ، وجادَ بالدّموع ، فقال أولياء الدّم : ألسنَا نَقتُلُه بحكم الله وحُكمك ؟ ، فقال : بلى ، ولكنّ قلبي يحزنُ عليه من غير اختياري ، فعندَ ذلك عفا عنه أوياء الدم ، وتاب الرجل ، وحسنت توبته ، وجاهَدَ بين يديه جهاداً كبيراً.

## تراثه الفكري
1- كتاب النبوات .
2- كتاب التجريد ( في فقه الإمام يحيى بن الحسين والقاسم الرسي بن إبراهيم بن إسماعيل بن إبراهيم بن الحسن بن الحسن بن علي بن أبي طالب ( 245-298هـ) .
3- شرح كتاب التجريد ( 4 مجلدات ) .
4- كتاب البلغة ( في الفقه ، وهُو على مذهب الإمام يحيى بن الحسين ) .
5- كتاب نقض الإمامة على ابن قبة الإمامي . ( نقض فيه مذهب الجعفريّة في الإمامة ) .
6- كتاب التفريعات.
7- كتاب التبصرة ( في التوحيد والعدل ) .
8- كتاب الهوسميّات .
9- كتاب الزيادات .
10- الأمالي الصغرى ( مصنّف حديثي ).
11- سياسة المريدين .
12- الآداب في علم الكلام .

## وفاته
توفي يوم عرفة سنة إحدى عشرة وأربعمائة ( 411هـ ) ، ودفن يوم الأضحى، وصلى عليه الإمام مانكديم ، مشهده بـ(لنجا) ، وأُديمت الختمات ( قراءة القرآن ) على قبره شهر ، وبُنيَ عليه مشهداً ،
وخلّف من الأولاد الأمير أبا القاسم وحده .